# Ville-sur-Ancre
Ville-sur-Ancre är en kommun i departementet Somme i regionen Hauts-de-France i norra Frankrike. Kommunen ligger i kantonen Bray-sur-Somme som tillhör arrondissementet Péronne. År 2022 hade Ville-sur-Ancre 274 invånare.

## Befolkningsutveckling
Antalet invånare i kommunen Ville-sur-Ancre
| Referens: INSEE |